# Закарейшвили, Леван
Леван Закарейшвили (груз. ლევან ზაქარეიშვილი; 1953 — 24 августа 2006) — грузинский кинорежиссёр и сценарист.

## Биография
Леван Закареишвили окончил Тбилисский государственный университет. Его фильм «Они» был показан на Каннском кинофестивале 1992 года.
В 2006 году Закарейшвили получил премию «Ника» за лучшую режиссуру Содружества Независимых Государств и стран Балтии за фильм «Тбилиси-Тбилиси».

## Фильмография

### Режиссёрские работы
- 1983 — Отец
- 1984 — Гарсиван
- 1985 — Туман
- 1987 — Тэмо
- 1992 — Они
- 2005 — Тбилиси — Тбилиси

### Сценарии
- 1992 — Они
- 2005 — Тбилиси — Тбилиси